# Daniel Bensaïd
Daniel Bensaïd (Tolosa, 25 de març de 1946 - París, 12 de gener de 2010) va ser un filòsof francès. Fou un dels dirigents estudiantils del Maig de 1968, militant a les files de les Jeunesses Communistes Révolutionnaires, al costat d'Alain Krivine. Des de llavors, va ser una de les personalitats destacades del panorama de l'esquerra anticapitalista i de la vida intel·lectual francesa.

## Trajectòria
Bensaïd, professor de filosofia a la Universitat de París 8 i director de la revista Contre-Temps, fou un dels intel·lectual marxistes més respectats internacionalment. Fou autor d'una àmplia i extensa obra que inclou més d'una trentena de llibres en francès. La seva obra comprèn una gran diversitat de temes com ara l'estudi del pensament de Karl Marx (al qual ha dedicat diverses obres) i Walter Benjamin, l'anàlisi d'autors com Pierre Bourdieu, Alain Badiou, Jacques Derrida o Michel Foucault, les transformacions de la sobirania, la política i l'Estat en el marc del procés de globalització, el nou imperialisme, el balanç de la trajectòria del moviment obrer del segle xx, o les promeses de futur que encarna el moviment altermundialista. En els seus darrers llibres va polemitzar amb autors contemporanis com Antonio Negri o John Holloway, o els «nous filòsofs» com Bernard-Henri Lévy o André Glucksmann, entre d'altres.
Bensaïd va participar en les diferents edicions del Fòrum Social Mundial de Porto Alegre. L'any 2004 va publicar la seva autobiografia, Une lente impatience, on repassa el seu itinerari militant i intel·lectual.

## Obres
Fou autor d'un obra extensa que inclou els següents llibres: 
- Mai 68. Une répétition genérale (1968, amb Henri Weber)
- Le deuxième Soufflé. Problèmes du mouvement étudiant (1969, amb Camille Scalabrino)
- Portugal, une révolution en marche (1975, amb Charles André-Udry i Michael Löwy)
- La Révolution et le Pouvoir (1976)
- Les Haillons de l'utopie (1980)
- Stratégies et Partits (1987)
- Mai si!1968-1988. Rebelles et repentis (amb Alain Krivine, 1988)
- Moi, la Révolution (1989)
- Walter Benjamín, sentinelle messianique (1990)
- Jeanne de guerre lasse (1991)
- La Discordance des Temps (1995)
- Marx l'intempestif (1995)
- Le Pari Mélancolique (1997)
- Le retour de la question sociale (1997, amb Christophe Aguiton)
- Leur gauche et la notre. Lionel qu'as tu fait de notre victoire? (1997)
- Éloge de la résistance a l'air du temps (1999)
- Qui est le juge? (1999)
- Contes et legendes de la guerre éthique (1999)
- Le sourire du spectre (2000)
- Les irreductibles, Théoremes de la résistance à l'air du temps (2001)
- Résistances. Essai de Taupologie genérale (2001)
- Passin Karl Marx (2001)
- Les Trotskismes (2002)
- Changer le monde (2003)
- Le nouvel internationalisme (2003)
- Une lente impatience (2004)
- Fragaments Mécreants (2005)
- l'edició crítica de La Question Juive de Karl Marx (2006)
- Les despossedés (2007)
- Éloge de la politique profane (2008)
- Un nouveau théologicien: Bernard Henri-Lévy (2008)